# Šišince
Šišince je naselje u gradu Leskovcu, Jablanički upravni okrug, Srbija. Prema popisu iz 2022. godine u Šišincu je živjelo 552 stanovnikа.